# Franziskus Pahr
Franziskus (Franz) Pahr (auch Franz Parr und Paar) (* Haynau, Herzogtum Liegnitz; † 1580 in Stockholm) war ein deutscher Baumeister.

## Biografie
Pahr wohnte 1549 verheiratet in Haynau. Von 1547 bis 1557 baute er Schlösser in Haynau und Brieg und wahrscheinlich auch in Warschau mit. Herzog Ulrich III. von Mecklenburg berief ihn 1558 als Hofbaumeister nach Güstrow. Hier plante er den Neubau des Güstrower Schlosses und übernahm bis zum April 1567, in dem sein Vertrag aufgelöst wurde, die Bauleitung des Westflügels und der westlichen Hälfte des Südflügels. Bis 1572 führte er darüber hinaus kleinere Baumaßnahmen für die Herzöge von Mecklenburg aus. Die Wintermonate verbrachte er oftmals in Schlesien.
1572 vermittelte Johann Baptist Pahr seinen Bruder als Hofbaumeister des Königs Johann III. nach Schweden. Hier erstellte er Pläne für den Wiederaufbau des von einem Brand zerstörten Schlosses von Uppsala und erweiterte es. Von 1573 bis 1580 übernahm er die Leitung der Baumaßnahmen. Während dieser Zeit entstand der westliche Abschnitt des Südflügels, der die Zimmer des Königs über der Gräseholmbastion, das Südportal (König Johanns Pforte) und die dahinter befindliche Burgstube umfasste. Heute noch vorhandene Reste der Bauten zeigen, dass dort, wie am Schloss von Güstrow, manieristische Motive der italienischen Kunst des Fassadenaufbaus mit französischen Raumstrukturen kombiniert wurden.
1574 bewarb sich Pahr erfolglos bei Kurfürst August von Sachsen. Ab 1578 leitete er den Bau des Domturmes von Uppsala.
Der Franz-Parr-Platz (Güstrow) wurde nach ihm benannt.